# Relatividade da simultaneidade

O evento B é simultâneo com A no referencial verde, mas ocorreu antes no referencial azul e ocorrerá posteriormente no referencial vermelho

Os eventos A, B e C ocorrem em ordem diferente, dependendo do movimento do observador. A linha branca representa um plano de simultaneidade sendo movido do passado para o futuro

Na física, a relatividade da simultaneidade é o conceito de que a simultaneidade distante – se dois eventos separados espacialmente ocorrem ao mesmo tempo – não é absoluta, mas depende do referencial do observador. Essa possibilidade foi levantada pelo matemático Henri Poincaré em 1900 e, posteriormente, tornou-se uma ideia central na teoria especial da relatividade.

## Descrição
De acordo com a teoria especial da relatividade introduzida por Albert Einstein, é impossível dizer em sentido absoluto que dois eventos distintos ocorrem ao mesmo tempo se esses eventos estiverem separados no espaço. Se um referencial atribui exatamente o mesmo tempo a dois eventos que estão em pontos diferentes no espaço, um referencial que está se movendo em relação ao primeiro geralmente atribui tempos diferentes aos dois eventos (a única exceção é quando o movimento é exatamente perpendicular à linha que conecta os locais de ambos os eventos).
Por exemplo, um acidente de carro em Londres e outro em Nova York que parecem acontecer ao mesmo tempo para um observador na Terra, parecerá ter ocorrido em momentos ligeiramente diferentes para um observador em um avião voando entre Londres e Nova York. Além disso, se os dois eventos não puderem ser conectados causalmente, dependendo do estado do movimento, o acidente em Londres pode parecer ocorrer primeiro em um determinado referencial, e o acidente em Nova York pode parecer ocorrer primeiro em outro. No entanto, se os eventos puderem ser conectados causalmente, a ordem de precedência é preservada em todos os referenciais.

## História
Em 1892 e 1895, Hendrik Lorentz usou um método matemático chamado "tempo local" t′ = t – v x/c2 para explicar os experimentos de deriva do éter negativos. No entanto, Lorentz não deu nenhuma explicação física desse efeito. Isso foi feito por Henri Poincaré, que já enfatizou em 1898 a natureza convencional da simultaneidade e argumentou que é conveniente postular a constância da velocidade da luz em todas as direções. No entanto, este artigo não continha nenhuma discussão sobre a teoria de Lorentz ou a possível diferença na definição de simultaneidade para observadores em diferentes estados de movimento. Isso foi feito em 1900, quando Poincaré derivou o tempo local assumindo que a velocidade da luz é invariável dentro do éter. Devido ao "princípio do movimento relativo", os observadores em movimento dentro do éter também assumem que estão em repouso e que a velocidade da luz é constante em todas as direções (somente na primeira ordem em v/c). Portanto, se eles sincronizarem seus relógios usando sinais de luz, eles considerarão apenas o tempo de trânsito dos sinais, mas não seu movimento em relação ao éter. Portanto, os relógios em movimento não são síncronos e não indicam o tempo "verdadeiro". Poincaré calculou que esse erro de sincronização corresponde ao tempo local de Lorentz. Em 1904, Poincaré enfatizou a conexão entre o princípio da relatividade, o "tempo local", e a invariância da velocidade da luz; no entanto, o raciocínio naquele artigo foi apresentado de maneira qualitativa e conjectural.
Albert Einstein usou um método semelhante em 1905 para derivar a transformação do tempo para todas as ordens em v/c, ou seja, a transformação de Lorentz completa. Poincaré obteve a transformação completa no início de 1905, mas nos jornais daquele ano ele não mencionou seu procedimento de sincronização. Esta derivação foi completamente baseada na invariância da velocidade da luz e no princípio da relatividade, então Einstein notou que para a eletrodinâmica dos corpos em movimento o éter é supérfluo. Assim, a separação em tempos "verdadeiros" e "locais" de Lorentz e Poincaré desaparece – todos os tempos são igualmente válidos e, portanto, a relatividade de comprimento e tempo é uma consequência natural.
Em 1908, Hermann Minkowski introduziu o conceito de uma linha mundial de uma partícula em seu modelo do cosmos chamado espaço de Minkowski. Na visão de Minkowski, a noção ingênua de velocidade é substituída por rapidez, e o senso comum de simultaneidade torna-se dependente da ortogonalidade hiperbólica das direções espaciais para a linha de mundo associada à rapidez. Então todo referencial inercial tem uma rapidez e um hiperplano simultâneo.
Em 1990, Robert Goldblatt escreveu Ortogonalidade e Geometria do Espaço-tempo, abordando diretamente a estrutura que Minkowski havia criado para a simultaneidade. Em 2006, Max Jammer, por meio do Projeto MUSE, publicou Conceitos de Simultaneidade: da antiguidade a Einstein e além. O livro culmina no capítulo 6, "A transição para a concepção relativista da simultaneidade". Jammer indica que Ernst Mach desmitificou o tempo absoluto da física newtoniana.
Naturalmente, as noções matemáticas precederam a interpretação física. Por exemplo, os diâmetros conjugados de hipérboles conjugadas estão relacionados como espaço e tempo. O princípio da relatividade pode ser expresso como a arbitrariedade de qual par é considerado para representar o espaço e o tempo em um plano.

## Experimentos imaginários

### O trem de Einstein
A versão de Einstein do experimento presumia que um observador estava sentado no meio de um vagão em alta velocidade e outro estava parado em uma plataforma enquanto o trem passava. Conforme medido pelo observador parado, o trem é atingido por dois raios simultaneamente, mas em posições diferentes ao longo do eixo de movimento do trem (parte traseira e dianteira do vagão). No referencial inercial do observador parado, existem três eventos que estão espacialmente deslocados, mas simultâneos: observador parado voltado para o observador em movimento (ou seja, o centro do trem), raio atingindo a frente do vagão e raio atingindo o traseira do carro.
Como os eventos são colocados ao longo do eixo do movimento do trem, suas coordenadas de tempo são projetadas em diferentes coordenadas de tempo no referencial inercial do trem em movimento. Eventos que ocorreram em coordenadas espaciais na direção do movimento do trem acontecem mais cedo do que eventos em coordenadas opostas à direção do movimento do trem. No referencial inercial do trem em movimento, isso significa que um raio atingirá a frente do vagão antes que os dois observadores se alinhem (frente a frente um com o outro).

### O trem e a plataforma

O experimento do trem e da plataforma a partir do referencial de um observador a bordo do trem

Referencial de um observador em pé na plataforma (contração de comprimento não representada)

Uma imagem popular para entender essa ideia é fornecida por um experimento imaginário semelhante aos sugeridos por Daniel Frost Comstock em 1910 e Einstein em 1917. Também consiste em um observador no meio do caminho dentro de um vagão em alta velocidade e outro observador em pé em uma plataforma enquanto o trem passa.
Um flash de luz é emitido no centro do vagão no momento em que os dois observadores se cruzam. Para o observador a bordo do trem, a frente e a traseira do vagão estão a distâncias fixas da fonte de luz e, como tal, de acordo com esse observador, a luz atingirá a frente e a traseira do vagão ao mesmo tempo.
Por outro lado, para o observador em pé na plataforma, a parte traseira do vagão está se movendo (recuperando) em direção ao ponto em que o flash foi disparado, e a frente do vagão está se afastando dele. Como a velocidade da luz é, de acordo com o segundo postulado da relatividade especial, a mesma em todas as direções para todos os observadores, a luz que vai para a parte de trás do trem terá menos distância a percorrer do que a luz que vai para a frente. Assim, os flashes de luz atingirão as extremidades do vagão em momentos diferentes.

O diagrama de espaço-tempo no referencial do observador no trem

O mesmo diagrama no referencial de um observador que vê o trem se movendo para a direita

#### Diagramas de espaço-tempo
Pode ser útil visualizar essa situação usando diagramas de espaço-tempo. Para um determinado observador, o eixo t é definido como um ponto traçado no tempo pela origem da coordenada espacial x, e é desenhado verticalmente. O eixo x é definido como o conjunto de todos os pontos no espaço no tempo t = 0 e é desenhado horizontalmente. A afirmação de que a velocidade da luz é a mesma para todos os observadores é representada pelo desenho de um raio de luz como uma linha de 45°, independentemente da velocidade da fonte em relação à velocidade do observador.
No primeiro diagrama, as duas extremidades do trem são desenhadas como linhas cinzas. Como as extremidades do trem são estacionárias em relação ao observador no trem, essas linhas são apenas linhas verticais, mostrando seu movimento no tempo, mas não no espaço. O flash de luz é mostrado como as linhas vermelhas de 45°. Os pontos em que os dois flashes de luz atingem as extremidades do trem estão no mesmo nível no diagrama. Isso significa que os eventos são simultâneos.
No segundo diagrama, as duas extremidades do trem movendo-se para a direita são mostradas por linhas paralelas. O flash de luz é emitido em um ponto exatamente a meio caminho entre as duas extremidades do trem e, novamente, forma duas linhas de 45°, expressando a constância da velocidade da luz. Nesta foto, no entanto, os pontos em que os flashes de luz atingem as extremidades do trem não estão no mesmo nível; eles não são simultâneos.

## Transformação de Lorentz
A relatividade da simultaneidade pode ser demonstrada usando a transformação de Lorentz, que relaciona as coordenadas usadas por um observador com as coordenadas usadas por outro em movimento relativo uniforme em relação ao primeiro.
Suponha que o primeiro observador use as coordenadas t, x, y e z, enquanto o segundo observador use as coordenadas t′, x′, y′ e z′. Agora suponha que o primeiro observador veja o segundo observador movendo-se na direção x a uma velocidade v. E suponha que os eixos coordenados dos observadores sejam paralelos e tenham a mesma origem. Então a transformação de Lorentz expressa como as coordenadas estão relacionadas:
{\displaystyle t'={\frac {t-{v\,x/c^{2}}}{\sqrt {1-v^{2}/c^{2}}}}}
{\displaystyle x'={\frac {x-v\,t}{\sqrt {1-v^{2}/c^{2}}}}}
{\displaystyle y'=y}
{\displaystyle z'=z}
onde c é a velocidade da luz. Se dois eventos acontecerem ao mesmo tempo no referencial do primeiro observador, eles terão valores idênticos de coordenada t. No entanto, se eles tiverem valores diferentes de coordenada x (diferentes posições na direção x), eles terão valores diferentes de coordenada t′, então acontecerão em momentos diferentes naquele referencial. O termo que explica a falha da simultaneidade absoluta é o vx/c2.

Um diagrama de espaço-tempo mostrando o conjunto de pontos considerados simultâneos por um observador estacionário (linha pontilhada horizontal) e o conjunto de pontos considerados simultâneos por um observador movendo-se em v = 0,25c (linha tracejada)

A equação t′ = constante define uma "linha de simultaneidade" no sistema de coordenadas (x′, t′) para o segundo observador (em movimento), assim como a equação t = constante define a "linha de simultaneidade" para o primeiro observador (estacionário) no sistema de coordenadas (x, t). Das equações acima para a transformada de Lorentz pode-se ver que t′ é constante se e somente se t − vx/c2 = constante. Assim, o conjunto de pontos que torna t constante são diferentes do conjunto de pontos que torna t′ constante. Ou seja, o conjunto de eventos considerados simultâneos depende do referencial utilizado para fazer a comparação.
Graficamente, isso pode ser representado em um diagrama de espaço-tempo pelo fato de que uma plotagem do conjunto de pontos tidos como simultâneos gera uma linha que depende do observador. No diagrama do espaço-tempo, a linha tracejada representa um conjunto de pontos considerados simultâneos à origem por um observador que se move com uma velocidade v de um quarto da velocidade da luz. A linha horizontal pontilhada representa o conjunto de pontos considerados simultâneos à origem por um observador estacionário. Este diagrama é desenhado usando as coordenadas (x, t) do observador estacionário, e é dimensionado para que a velocidade da luz seja um, ou seja, para que um raio de luz seja representado por uma linha com um ângulo de 45° do eixo x. De nossa análise anterior, dado que v = 0,25 e c = 1, a equação da linha tracejada de simultaneidade é t − 0,25x = 0 e com v = 0, a equação da linha pontilhada de simultaneidade é t = 0.
Em geral, o segundo observador traça uma linha de mundo no espaço-tempo do primeiro observador descrito por t = x/v, e o conjunto de eventos simultâneos para o segundo observador (na origem) é descrito pela linha t = vx. Observe a relação do inverso multiplicativo das inclinações da linha de mundo e eventos simultâneos, de acordo com o princípio de ortogonalidade hiperbólica.

## Observadores acelerados
O cálculo da transformada de Lorentz acima usa uma definição de simultaneidade estendida (ou seja, de quando e onde ocorrem eventos nos quais você não estava presente) que pode ser chamada de definição de movimento conjunto ou "quadro de flutuação livre tangente". Essa definição é naturalmente extrapolada para eventos em espaços-tempos gravitacionalmente curvos e para observadores acelerados, por meio do uso de uma definição de distância/tempo de radar que (ao contrário da definição de quadro de flutuação livre tangente para referenciais acelerados) atribui um tempo e posição únicos a qualquer evento.
A definição de tempo de radar de simultaneidade estendida facilita ainda mais a visualização da maneira como a aceleração curva o espaço-tempo para os viajantes na ausência de quaisquer objetos gravitando. Uma ressalva dessa abordagem é que o tempo e o local dos eventos remotos não são totalmente definidos até que a luz de tal evento seja capaz de alcançar nosso viajante.